# Замок Роскоммон

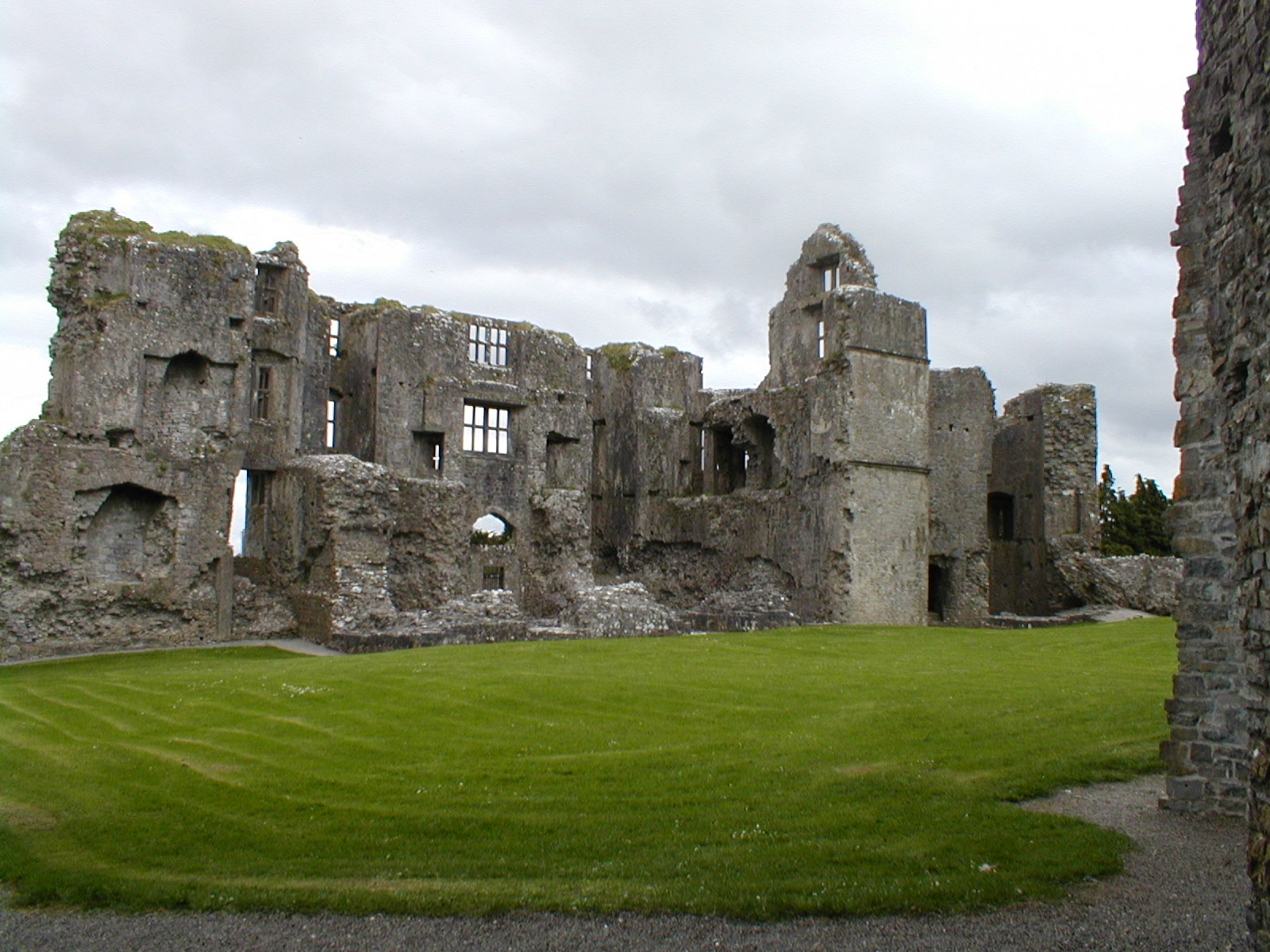
Руїни замку Роскоммон.

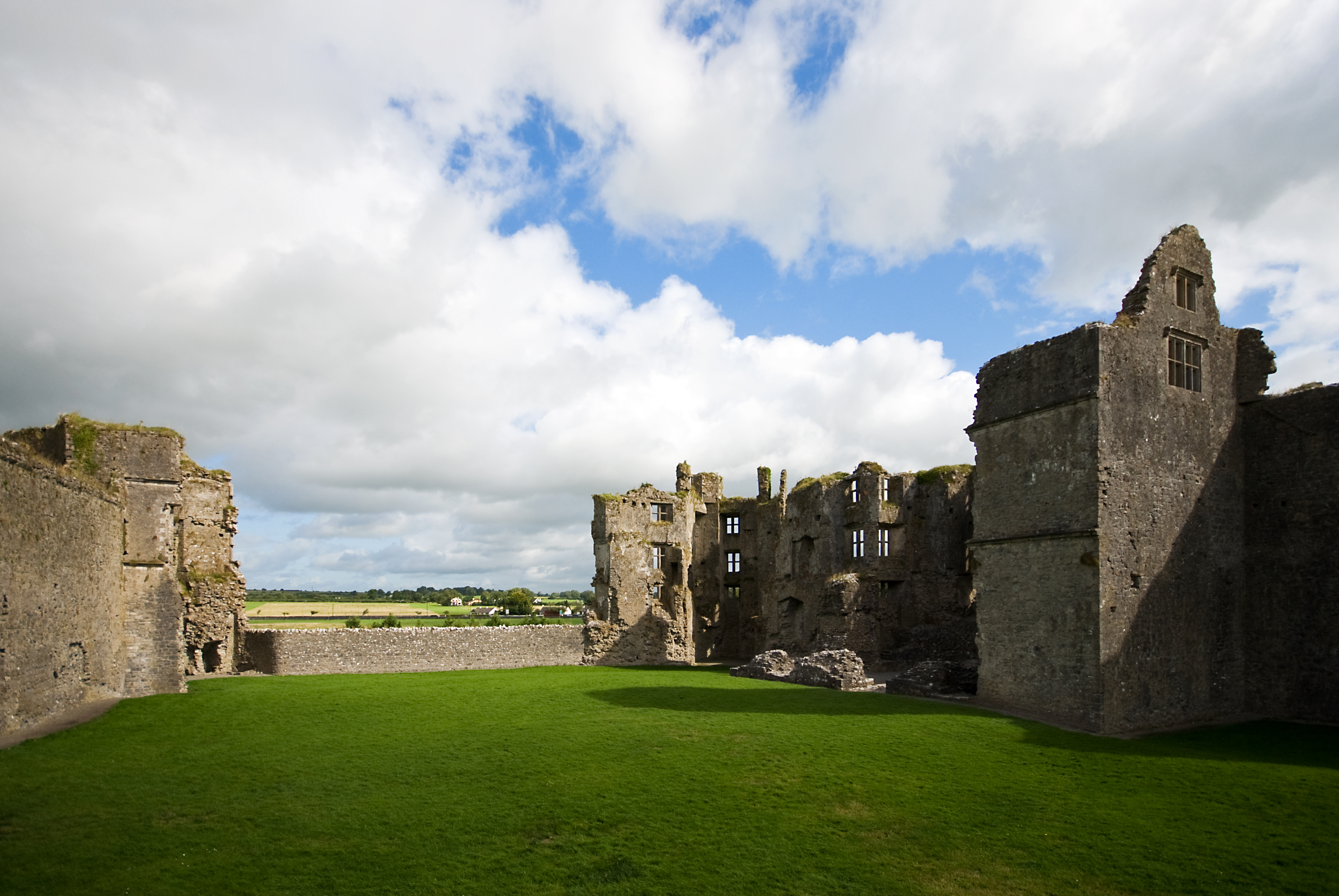
Замок Роскоммон.

Замок Роскоммон (англ. Roscommon Castle, ірл. Caisleán na Ros Comáin) — замок Рос-Комайн — один із замків Ірландії, розташований в графстві Роскоммон. Замок стоїть на пагорбі, біля міста Роскоммон — центру графства. Назва перекладається з ірландської як «замок лісу святого Комайна». Коман-мак-Фелхон (ірл. Coman mac Faelchon) був ірландським релігійним діячем, якого оголосили святим. Він побудував тут монастир у V столітті. Нині замок Роскоммон лежить в руїнах. Замок чотирикутний у плані, має 4 D-подібні вежі, кожна в три поверхи висотою, дві вежі близнюки біля воріт, одна з яких зберегла міцний склепінчастий дах. Замок колись оточував високий мур. Нині замок Роскоммон — пам'ятка історії та архітектури Ірландії національного значення.

## Історія замку Роскоммон
Замок Роскоммон побудував у 1269 році норманський феодал Роберт де Аффорд на землях, які він захопив у монастиря августинців. У 1272 році замок обложив король ірландського королівства Коннахт Ед О'Конхобайр (ірл. — Aodh Ó Conchobhair) і захопив його. У 1280 році замок знову захопила англійська армія. Замок під час цих боїв був досить сильно зруйнований, але був знову відремонтований і розбудований. Але в 1340 році вожді ірландського клану О'Коннор знову захопили його і володіли ним понад 200 років відбиваючи всі атаки англійських військ. У 1569 році замок захопив ставленик Англії лорд Генрі Сідні. Потім замок отримав у володіння Ніколас Малбі — губернатор землі Коннахт, якого поставила правити цими землями королева Англії Єлизавета І. У 1578 році замок був перебудований, були пробиті великі вікна. У 1641 році спалахнуло постання за незалежність Ірландії. Замок став ареною боїв між повстанцями та англійськими військами, між католиками та протестантами, зокрема в 1645 році. У 1652 році замок захопили війська Олівера Кромвеля. При штурмі замок був сильно пошкоджений артилерією. У 1690 році в замку сталася пожежа і він згорів вщент. Потім замок був закинутий і перетворився на руїну.